# Apodrosus eximius
Apodrosus eximius (лат.) — вид жуков-долгоносиков из подсемейства Entiminae (Polydrusini). Название дано от латинского слова eximius (обозначающего «исключительный, необычный») на основании предполагаемой редкости этого вида (по сравнению с другими) во время авторской поездки 2008 года в Доминиканскую Республику.

## Распространение
Северная Америка: Доминиканская Республика.

## Описание
Жуки-долгоносики мелких размеров, длина тела от 3,5 до 4,5 мм. Форма тела вытянутая, длина в 3 раза больше ширины. Рострум немного длиннее головы. Основная окраска серая, коричневая и зелёная. Крылья и плечевые бугры развиты. Усики 12-члениковые. Нижнечелюстные щупики 3-члениковые, нижнегубные щупики состоят из трёх сегментов. Вид был впервые описан в 2010 году в ходе родовой ревизии, проведённой пуэрто-риканскими энтомологами Jennifer C. Girón и Nico M. Franz (Department of Biology, Университет Пуэрто-Рико, Маягуэс, Пуэрто-Рико).